# Transport alternatywny

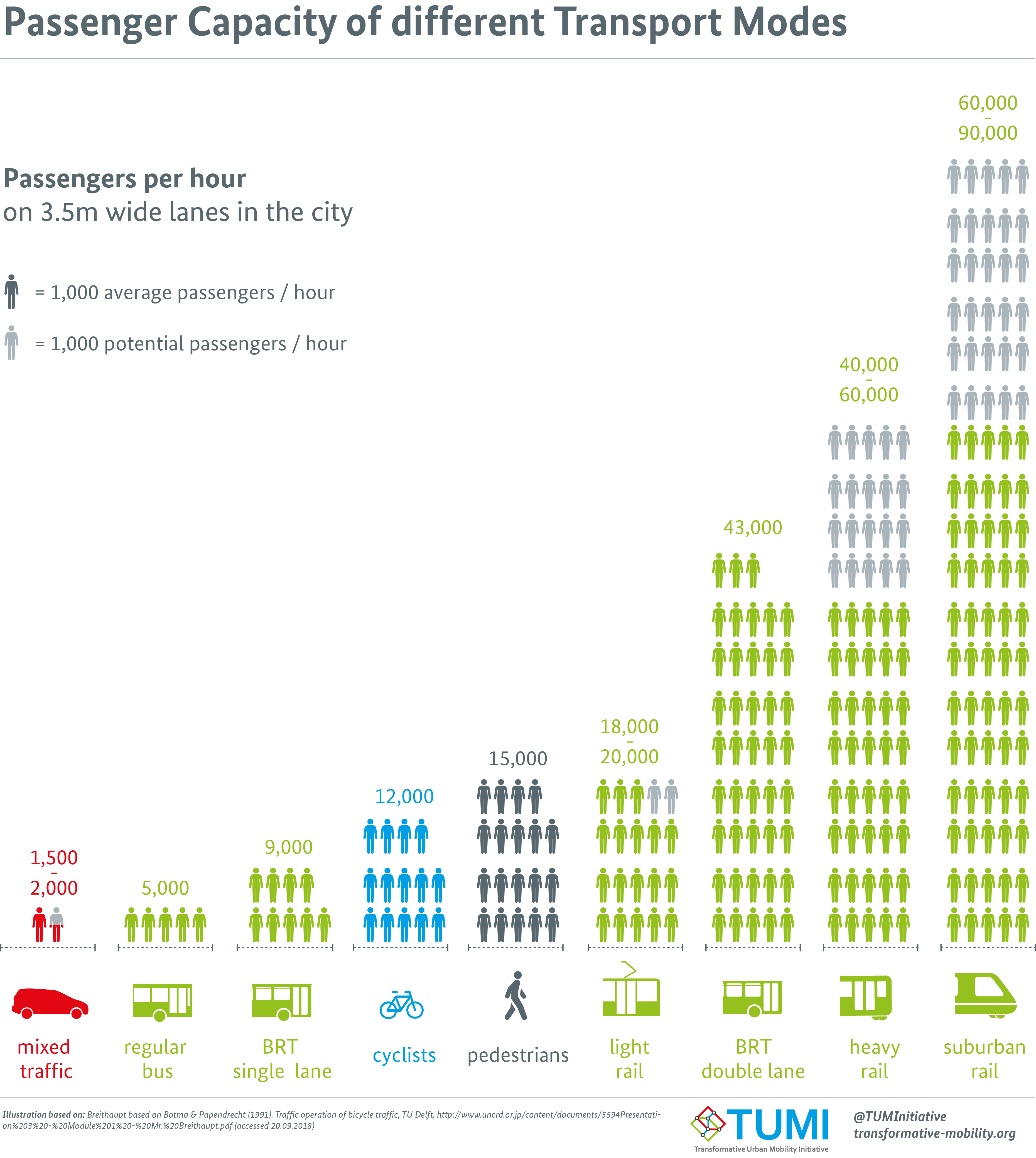
Pojemność pasażerska różnych środków transportu

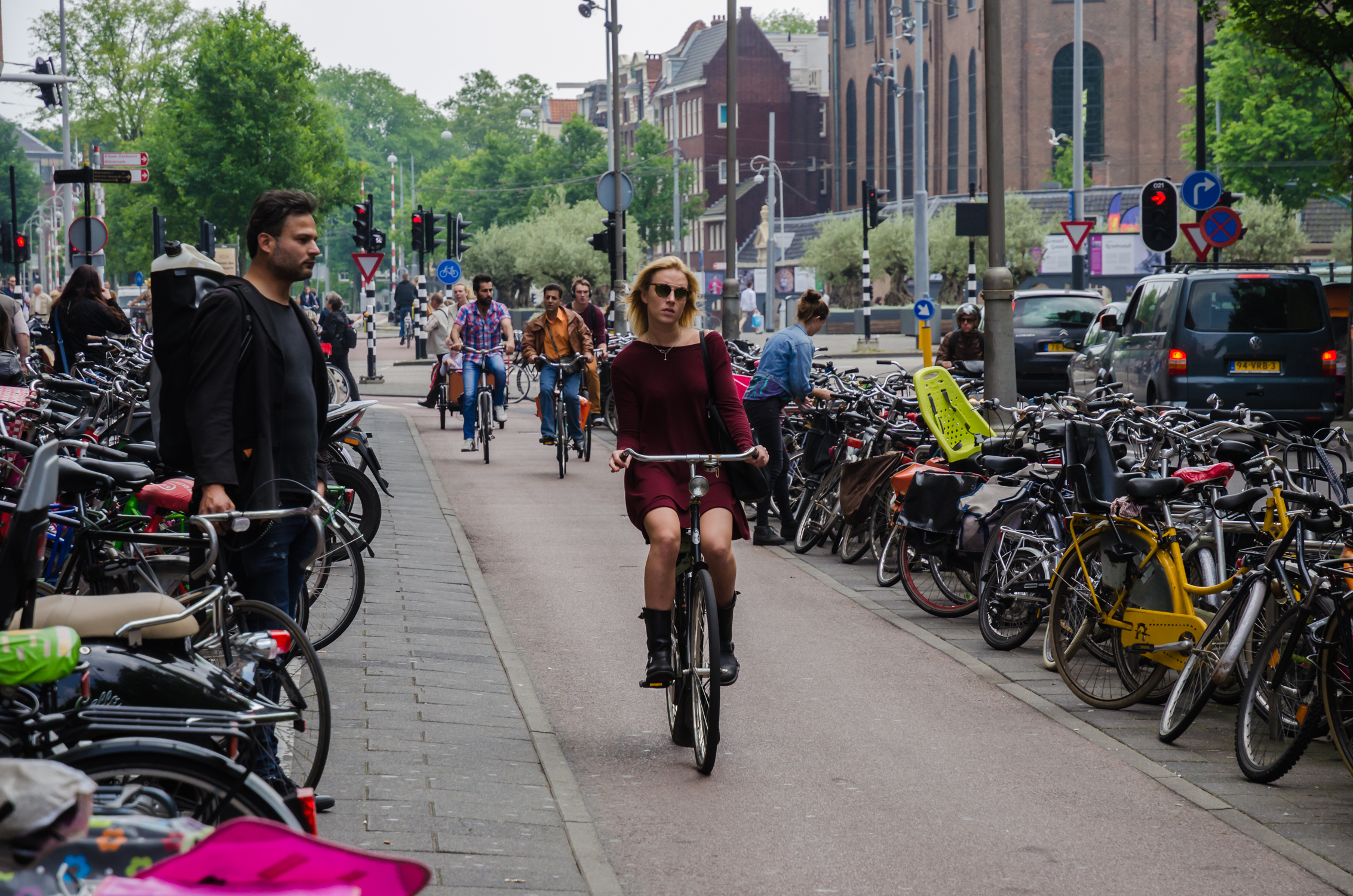
Jazda na rowerze w Amsterdamie

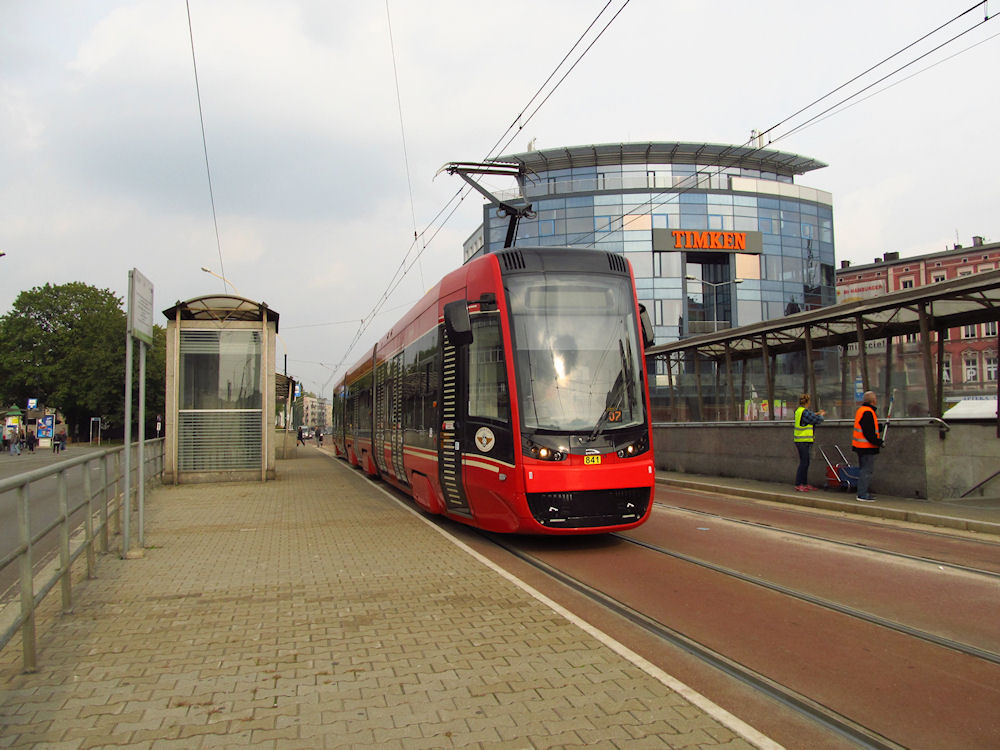
Tramwaj Pesa Twist-Step

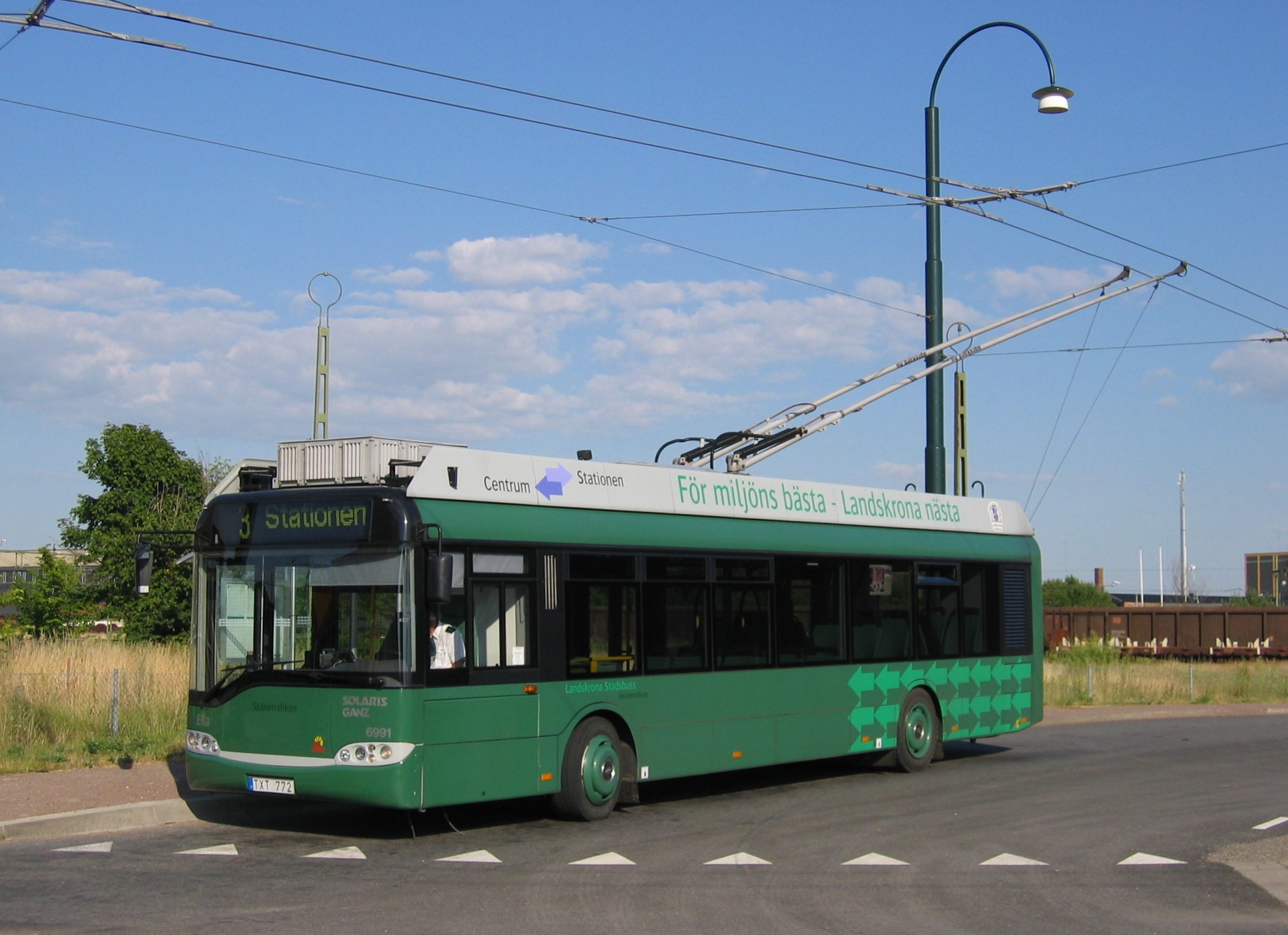
Trolejbus Solaris w Landskronie w Szwecji

Transport alternatywny – wszelkie formy transportu, które stanowią alternatywę dla dominacji samochodu w pasażerskim transporcie lądowym – obejmuje między innymi takie formy przemieszczania się jazdę na rowerze, UTO, dojście pieszo, hulajnogi elektryczne, UWR (rolki, deskorolkę), twikes i (elektryczne lub spalinowe) motocykle. Inną alternatywą są pojazdy transportu publicznego (autobusy, autobusy z przewodnikiem, trolejbusy, pociągi, metro, kolejki jednoszynowe, tramwaje). Alternatywne formy transportu rozważane są jako rozwiązanie problemów, które powstały w związku z rozwojem transportu samochodowego i jego dominującej roli w tym problemy z parkowaniem, zatłoczonymi drogami, korkami, zanieczyszczeniem powietrza, hałasem.

## Historia
Rozwój transportu samochodowego rozpoczął się w XIX w. wraz z opracowaniem metody rafinacji ropy naftowej i wynalezieniem wysokoprężnego silnika Diesla. Korzystanie z samochodu w transporcie zaczęło dominować w transporcie od około lat pięćdziesiątych XX wieku, a za tym w planowaniu urbanistycznym. Wcześniej używano kilku innych środków transportu: transport pieszy zarówno na krótkich, jak i długich dystansach, podróży konnych. Również rower zdobył dużą popularność aż do bumu motoryzacyjnego.
W Polsce w okresie PRL samochody były dostępne w mocno ograniczonym stopniu – popyt bardzo mocno przekraczał podaż; nowe samochody osobowe dostępne były praktycznie wyłącznie tylko dla członków nomenklatury, przy czym w ograniczonym stopniu – na 250 tys. urzędników przypadało 35 tys. samochodów. Marazm systemu w PRL spowodował, że posiadanie samochodu stało się po 1989 r. symbolem luksusu i przynależności do wyższej klasy społecznej, co spowodowało szybki przyrost liczby aut rejestrowanych w Polsce. Innym powodem stała się ubożejąca oferta transportu publicznego, spadek liczby połączeń i kompleksowości oferty. Według stanu na 2019 roku 86,6% gospodarstw domowych w Polsce dysponuje przynajmniej jednym samochodem. Używanie prywatnych samochodów stało się transportem dominującym w skali świata – realizuje około połowę przewozów towarów i osób. Ma największe znaczenie dla przewozu pasażerskiego oraz szybko psujących się towarów (np. żywności) na krótkie i średnie dystanse.

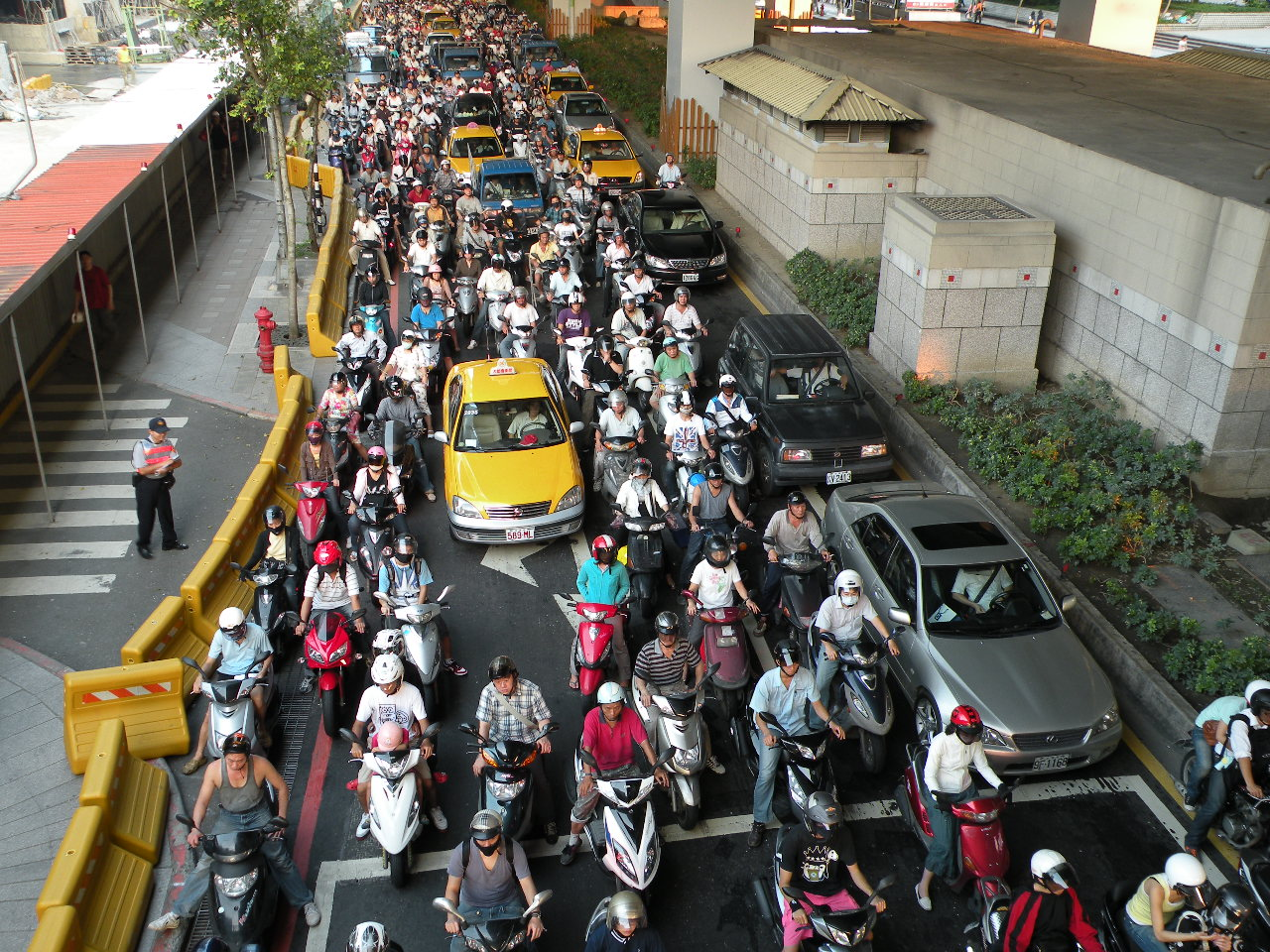
Motory i skutery na Bulwarze Civic w Taipei

## Problemy indywidualnego transportu samochodowego
W roku 1995 po Polsce jeździło ponad 7,5 mln samochodów osobowych. Po dziesięciu latach, w roku 2005 po Polsce jeździło niemal 12 mln samochodów. W 2014 liczba ta przekroczyła 20 mln. W 2022 roku zarejestrowanych w Polsce było 747 pojazdów na 1000 osób i był to wynik drugi w Europie.
W krajach takich jak Stany Zjednoczone, Kanada czy Australia dojazd samochodem na dystansie 1 mili (2 km) stanowił w 2022 ponad 40%. W Polsce było to 32%. Takie natężenie aut powoduje nasilenie problemów komunikacyjnych: problemy z parkowaniem w centrach miast, przekroczenie przepustowości na drogach aglomeracyjnych.
Utrzymywanie tak duże liczby samochodów generuje dodatkowe koszy dla społeczeństwa (podatników), które są kosztami pozaprodukcyjnymi i pozaużytkowymi, przy czym komunikacja samochodowa generuje największe koszty społeczne ze wszystkich dostępnych w miastach form transportu. Jednym z nich jest koszt budowy dróg, który w 1995 roku wynosił 1 mld zł, w 2000 – 2,9 mld zł, a w 2010 – 19,92 mld zł, a to jedynie część kosztów społecznych związanych z rozrostem motoryzacji. 

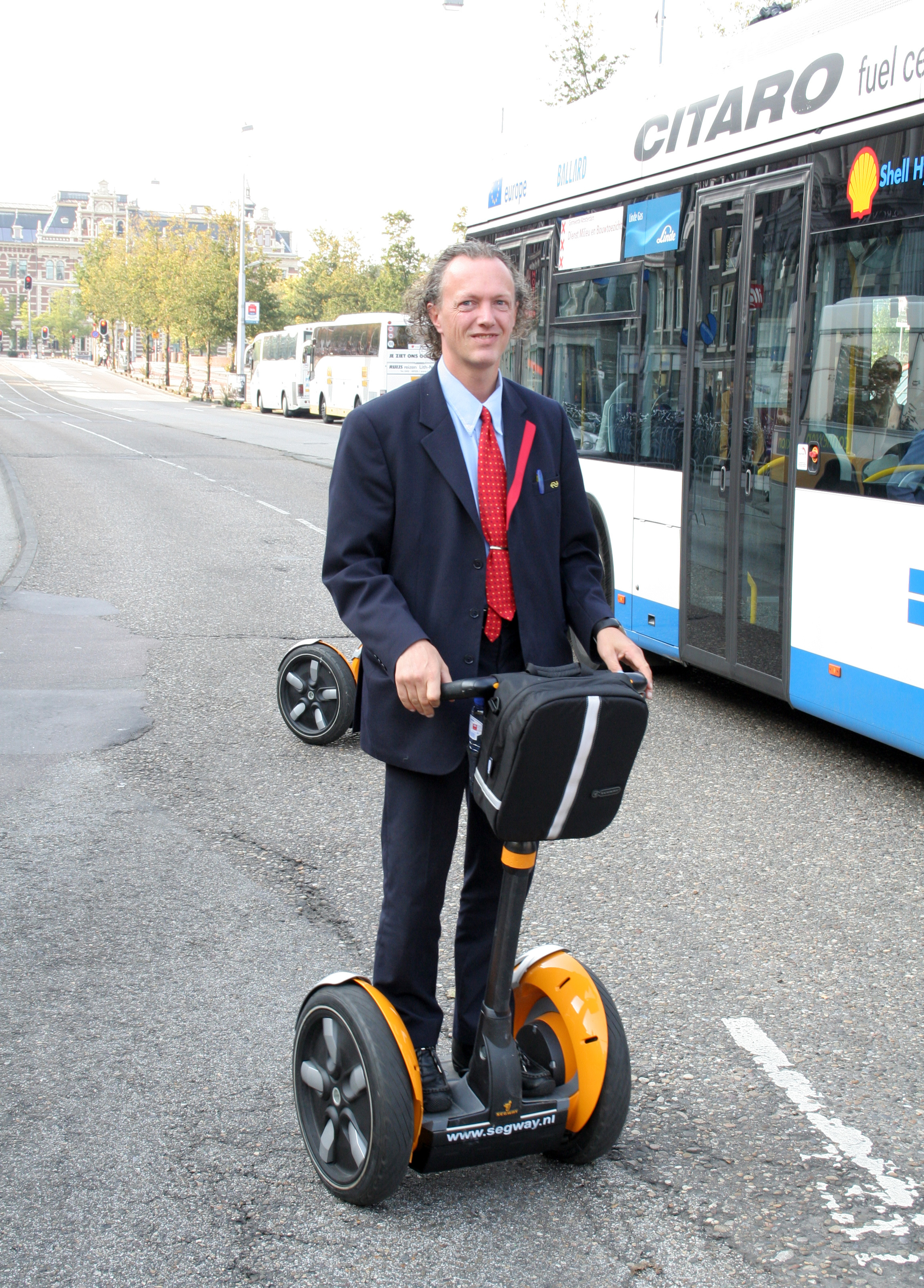
Segway na ulicach Amsterdamu

### Koszty środowiskowe
Według Europejskiej Agencji Środowiska ok. 1/4 całkowitej emisji CO2 w Unii Europejskiej w 2019 r. pochodziło z sektora transportu, z czego 71,7% z transportu drogowego. W ramach działań mających na celu redukcję emisji CO2 i aby osiągnąć neutralność klimatyczną do 2050 r., zgodnie z Europejskim Zielonym Ładem, do 2050 r. musimy ograniczyć emisje gazów cieplarnianych o 90%, w porównaniu z poziomami z 1990 roku. Samochody osobowe są głównym źródłem zanieczyszczeń, odpowiadając za 60,6% wszystkich emisji CO2 z transportu drogowego w Europie.
Jest też głównym odpowiedzialnym za emisję tlenków azotu; Odpowiada za blisko 40% sumy emisji w Polsce. W latach 2014–2017 przekroczenia poziomu dopuszczalnego NO2 (wynikające głównie z oddziaływania źródeł transportowych) występowały w 4 z 46 stref (9%), w których dokonuje się oceny jakości powietrza, lecz skala tych przekroczeń była wysoka (maksymalne wartości stężeń rocznych mieściły się w przedziale od 148–158% poziomu dopuszczalnego).
Badania przeprowadzone w niektórych krajach europejskich wykazały, że liczba ofiar śmiertelnych spalin samochodowych wyraźnie przekracza liczbę ofiar wypadków. Według Światowej Organizacji Zdrowia (WHO) i Włoskiej Narodowej Agencji Ochrony Środowiska spaliny samochodowe są we Włoszech przyczyną 4,7% wszystkich zgonów ludzi powyżej 30 roku życia i około 30% zachorowań układu oddechowego u dzieci do 15. roku życia. Badania uniwersytetu w Bazylei pokazują, że spaliny samochodowe są co roku przyczyną śmierci 20 tys. osób we Francji, Szwajcarii i Austrii.

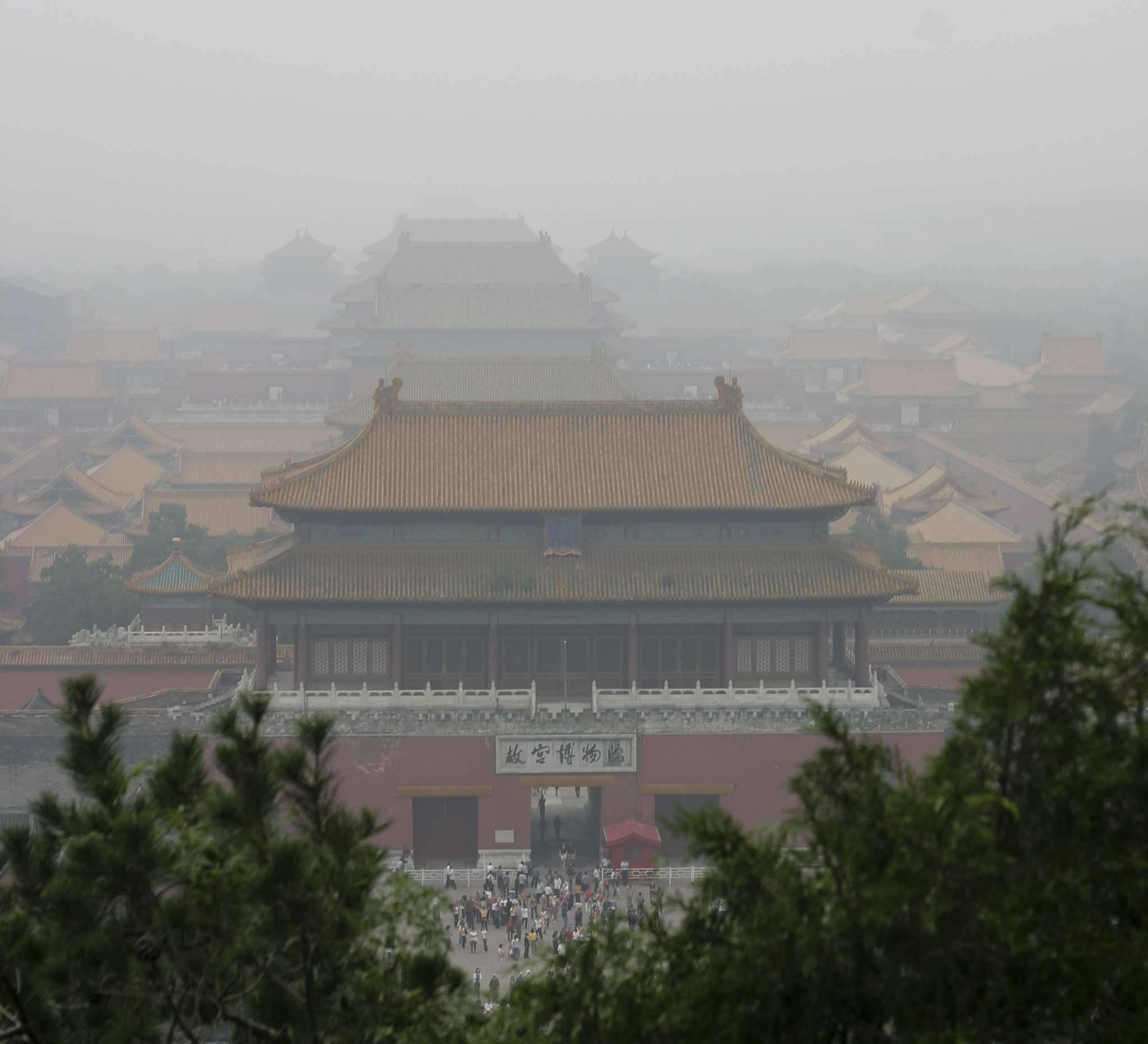
Smog w Pekinie

### Zajętość terenu
Środki transportu drogowego i kolejowego wymagają odpowiedniej infrastruktury. Budowa szlaków komunikacyjnych łączy się z budową związanych z nimi nasypów, wykopów, mostów, wiaduktów. W roku 2005 tereny komunikacyjne w Polsce zajmowały w sumie 897 tys. ha., z tego drogi samochodowe zajmowały 781 tys. ha., a tereny kolejowe jedynie 104 tys. ha. Drogi samochodowe zajmują 2,5% powierzchni lądowej Polski. Według Generalnej Dyrekcji Dróg Krajowych i Autostrad realizacja pełnego programu budowy autostrad i dróg ekspresowych w Polsce pochłonie dalsze 38 000 ha.
50 pasażerów w tramwaju/autobusie (czy na rowerach) zajmuje ok. 15-krotnie mniej miejsca niż 50 pasażerów w samochodach. Kwestie zanieczyszczenia powietrza czy hałasu generowanego przez samochody to w tym kontekście już tylko wątek poboczny.

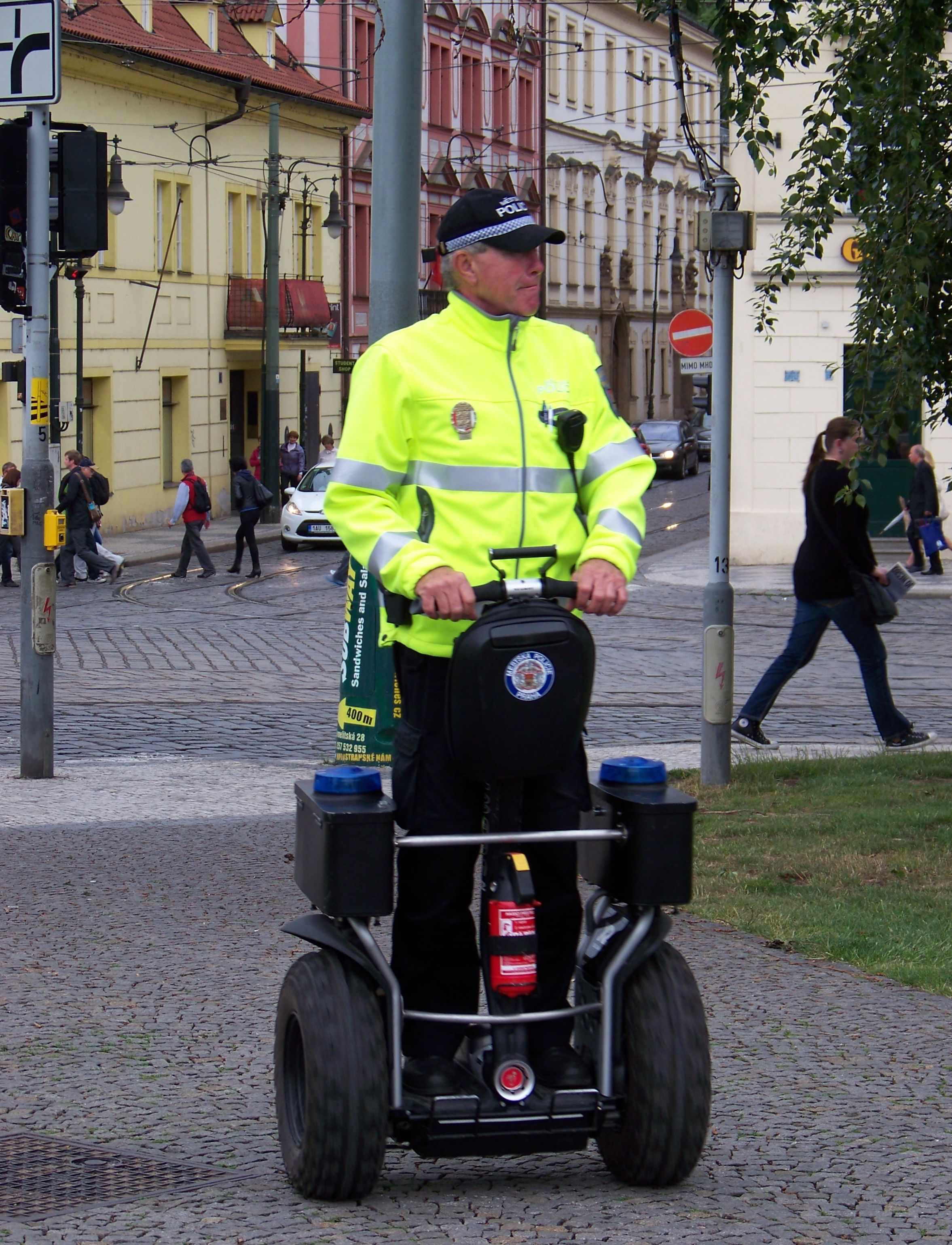
Strażnik miejski poruszający się UTO po ulicach czeskiej Pragi

### Koszty wypadków samochodowych
W 2021 roku zgłoszonych zostało 22 816 wypadków drogowych i 442 627 kolizji. W wyniku wypadków poniosło śmierć 2245 osób, a zostało rannych 26 415 w tym ciężko 8 276. Koszty społeczne wszystkich zdarzeń drogowych (wypadków i kolizji) w Polsce w 2021 r. wyniosły 39,3 mld zł.; W 2018 roku koszty te wyniosły 56,6 mld zł, co stanowiło 2,7 proc. polskiego PKB. Do kosztów społecznych (obciążenie podatników) wypadków i kolizji zaliczamy: utrzymanie i praca jednostek operacyjnych (policji, straży, ratownictwa drogowego itp), koszty pogrzebów, koszty hospitalizacji ofiar wypadków drogowych, koszty postępowań karnych, odszkodowania, straty materialne, w tym straty w przestrzeni publicznej, straty gospodarcze. Każdego roku na drogach ginie 1,3 miliona ludzi.

Matka z trójką dzieci jedzie rowerem cargo po drodze rowerowej pod dworcem autobusowym w Amsterdamie

### Koszty korków drogowych
461 mld dolarów – to łączna kwota strat w gospodarce, powodowanych przez zatory na ulicach miast tylko w USA, Wielkiej Brytanii oraz Niemczech według z raportu amerykańskiej firmy INRIX za 2017 rok. Koszty kongestii dzieli się na bezpośrednie (zwiększenie zużycia paliwa, wartość utraconego czasu oraz koszty wynikające z emisji spalin), i pośrednie (wzrost kosztów transportu, wzrost cen towarów i usług).

## Przegląd alternatywnych środków transportu

### Transport publiczny
Publiczny transport zbiorowy – organizowany przez administrację przewóz zbiorowy osób. Jako alternatywa dla samochodu wskazywana jest dwudziestokrotnie mniejsza zajętość miejsca, trzy razy mniejsza emisja CO2 (dla pojazdów spalinowych) oraz korzystniejszy stosunek czasu przejazdu.
Publiczny system wypożyczania rowerów (ang. bike-sharing, bike-sharing system) – zwany potocznie rowerem miejskim – system samoobsługowych wypożyczalni rowerów publicznych w miastach, zlokalizowany głównie w centrach miast, pozwalający wypożyczyć rower na określony czas bezobsługowo.
Intermodalny transport pasażerski, polega na korzystaniu z dwóch lub więcej środków transportu podczas podróży. Łączy jeden typ szybkiego transportu, takiego jak kolej regionalna / kolej miejska, do której na początku lub na końcu podróży dołączane są opcje dojazdowe (np. autobus, tramwaj, rower, hulajnoga elektryczna lub publiczny rower miejski).

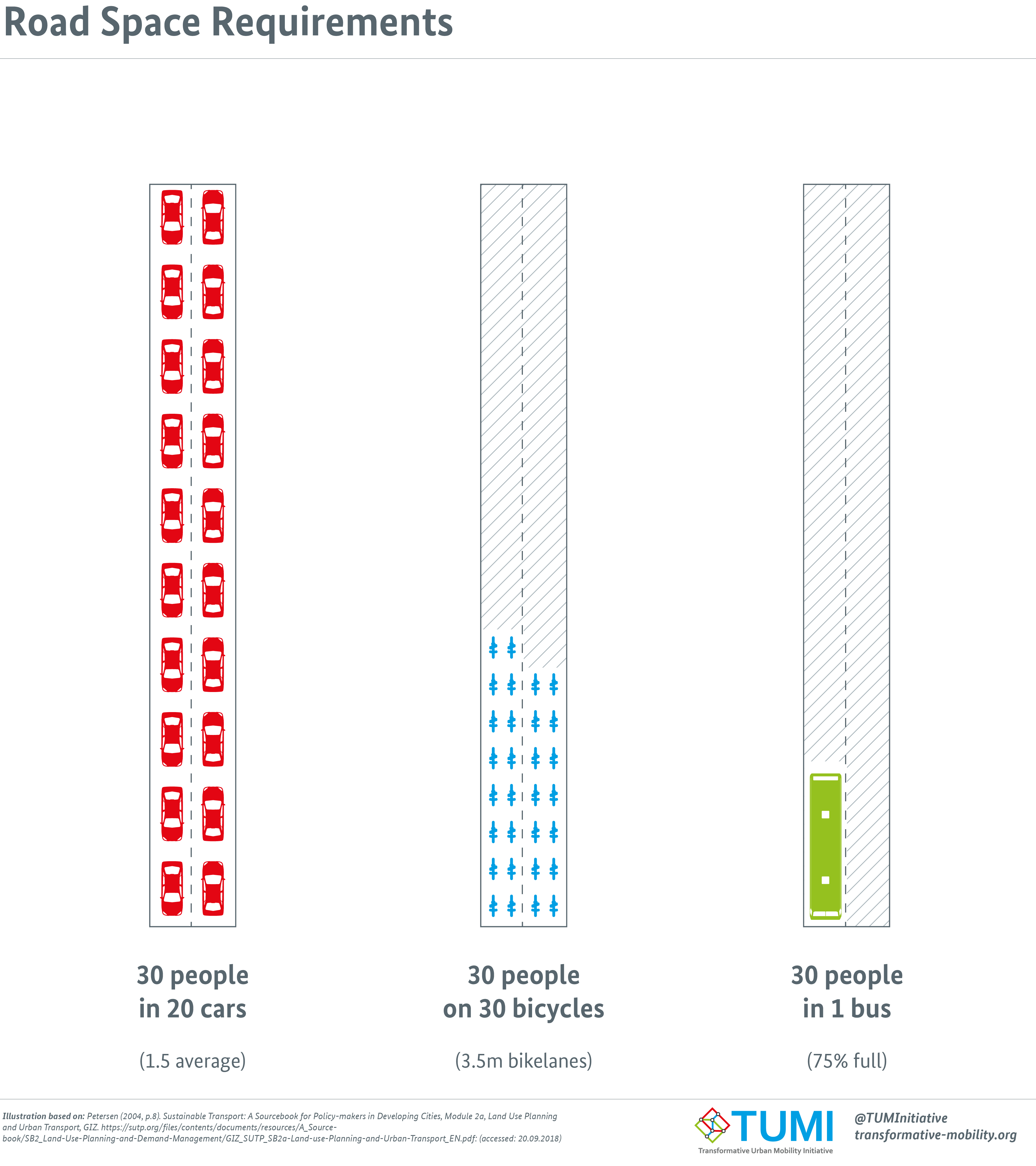
Zajętość miejsca w poszczególnych środkach transportu

### Transport indywidualny / osobisty
Rower napędzany siłą ludzkich mięśni jako środek transportu jest preferowany na odległości do koło 12 km, Komunikacja rowerowa jest szczególnie popularna na obszarach o stosunkowo płaskim terenie i dobrze rozwiniętej infrastrukturze rowerowej (Dania, Holandia), w Polsce Warszawa, Wrocław, Poznań, Bydgoszcz, Gdańsk i Lublin. Rower był podstawą ludzkiej mobilności i transportu przez ponad 140 lat.
Rower elektryczny łączący zalety roweru i pojazdu elektrycznego

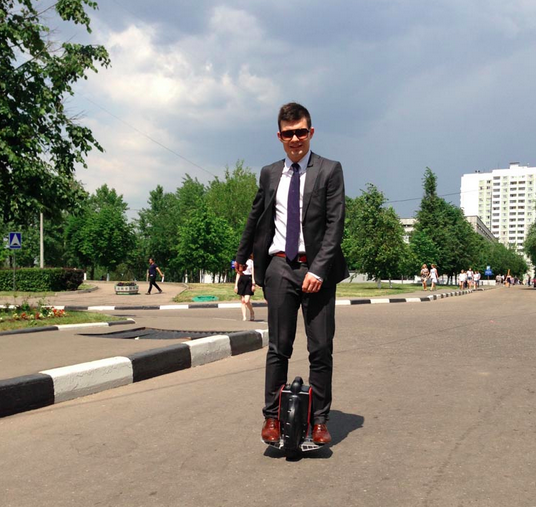
Monocykl elektryczny

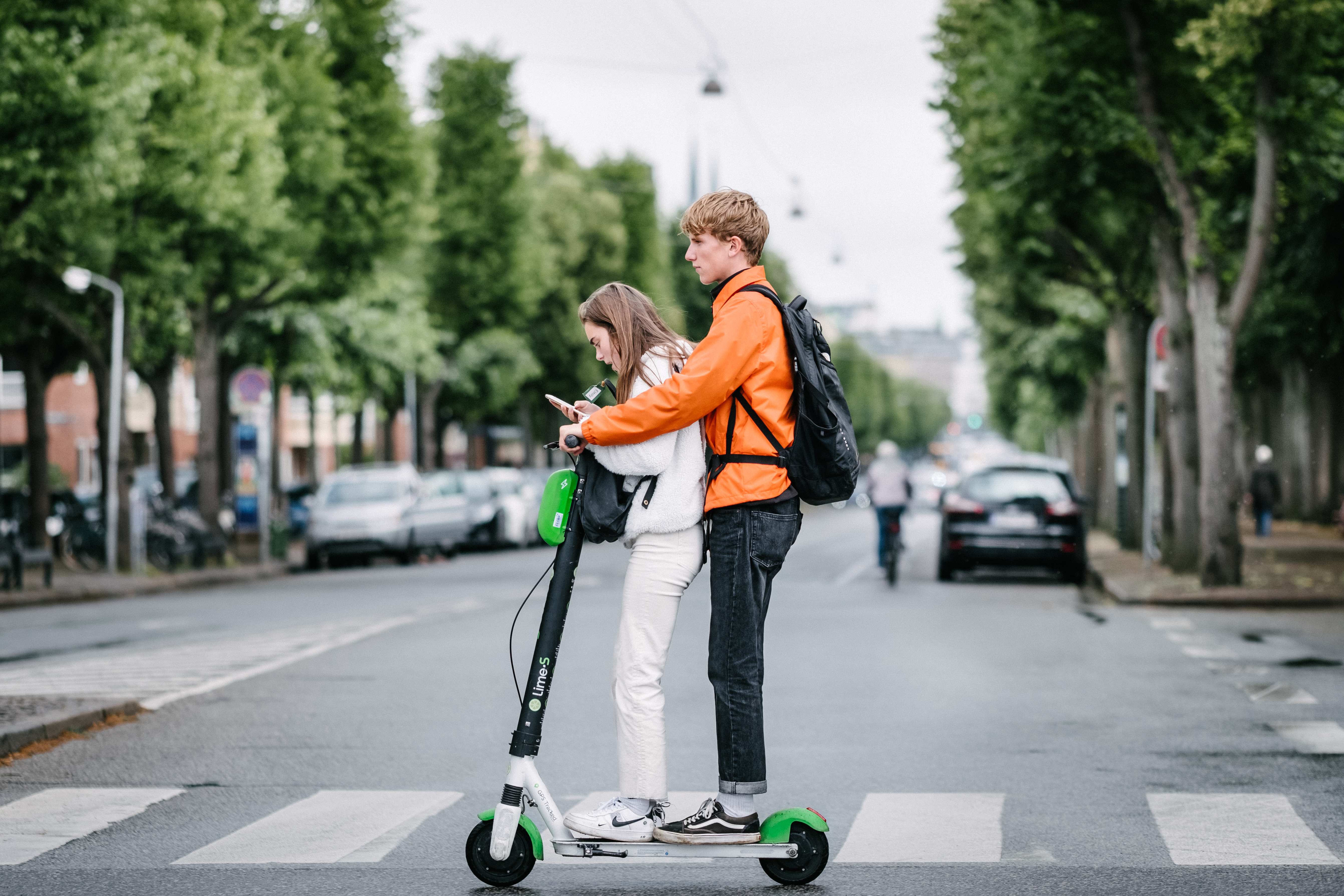
Hulajnogi elektryczne to najpopularniejszy nowy pojazd silnikowy w miastach

Osobiste pojazdy elektryczne: hulajnogi i UTO za sprawą regulacji prawnych z 2021 stały się w Polsce pełnoprawnym środkiem transportu. Grupa obejmuje takie pojazdy jak elektryczna deskorolka / moutainboard, elektryczna hulajnoga, samobalansujące monocykle i inne urządzenia samobalansujące (np. Segway PT),
Skutery motorowe redukują ilość miejsca zajmowaną przez samochody. Motocykle spalinowe powodują jednak pewien stopień lokalnego zanieczyszczenia powietrza, ale już elektryczne lokalnie bezemisyjne, globalnie zależnie od źródła energii.

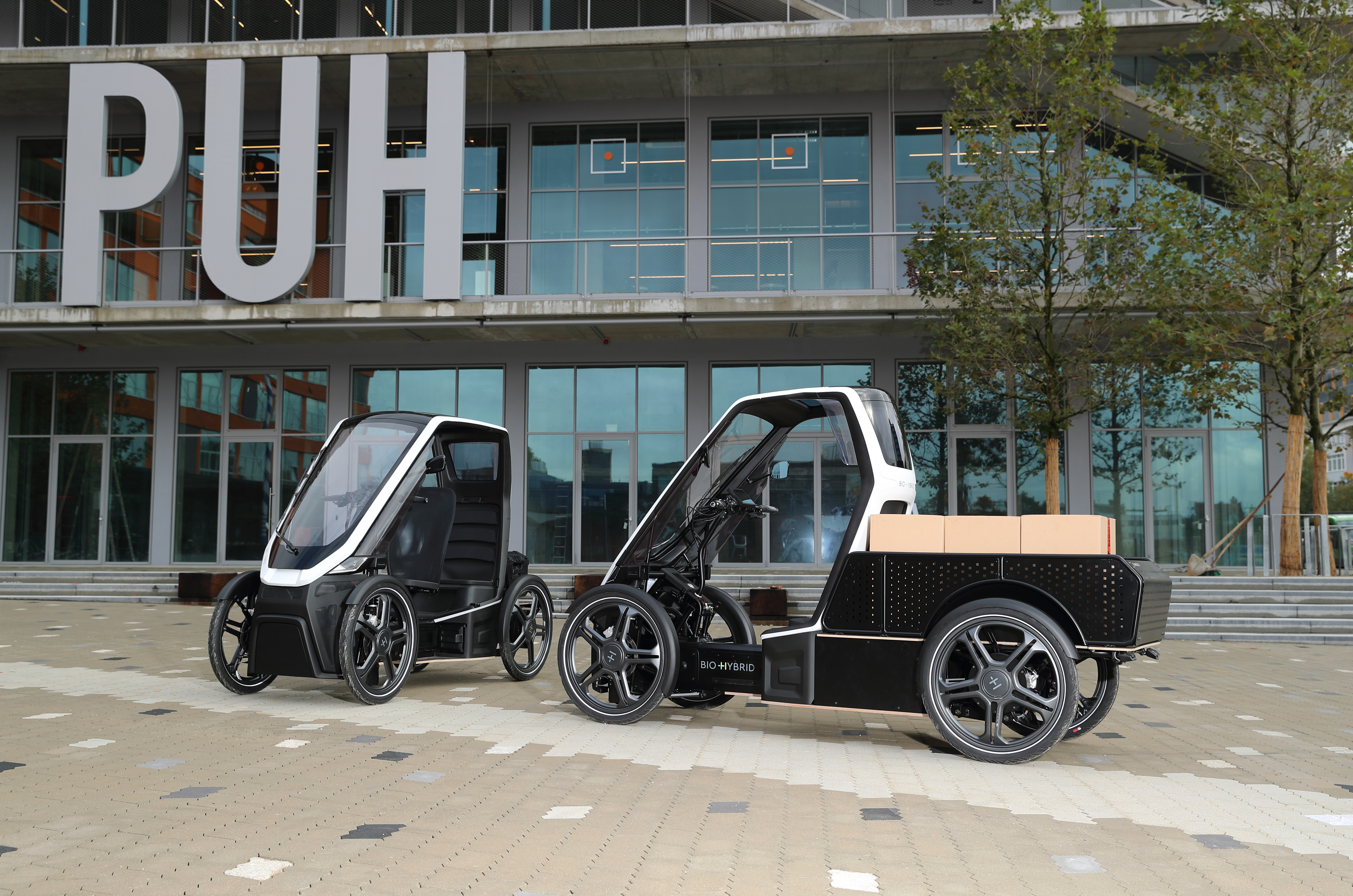
Czterokołowiec wspomagany silnikiem

Velomobile to pojazdy kryte, będące rozwinięciem roweru (w tym wersje ze wspomaganiem elektrycznym), które w porównaniu ze zwykłymi rowerami mają tę zaletę, że są zamknięte (chronią kierowcę przed warunkami, rozwijają większą prędkość).

### Przejazdy współdzielone
Polegają na współdzieleniu środka transportu przez użytkowników, przy czym może to opierać się na różnych schematach: współdzieleniu przejazdu lub współdzieleniu środka transprotu.

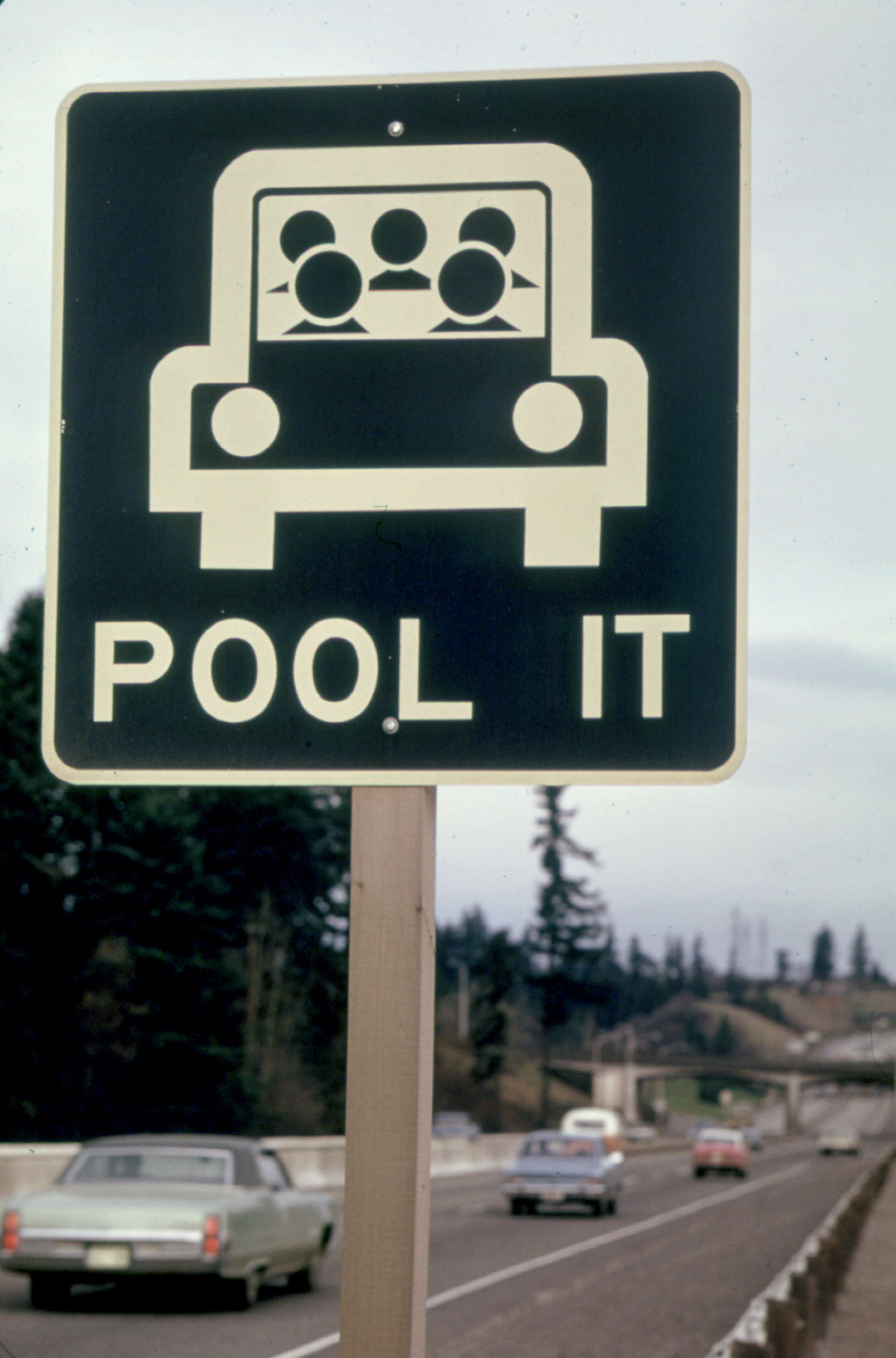
Znak zachęcający do wspólnych przejazdów w czasie niedoboru paliwa wynikającego z kryzysu naftowego w 1973 roku

Carpooling, car-pooling – system upodobniający i dostosowujący samochód osobowy do transportu zbiorowego. Zwiększa liczbę pasażerów w czasie przejazdu samochodem poprzez kojarzenie osób dojeżdżających do pracy lub nauki na tych samych trasach. Funkcjonuje w oparciu o społecznościowe portale internetowe lub tablice informacyjne w miejscu pracy. prywatnego pojazdu z dwiema lub więcej osobami na codzienne dojazdy. Carpoolerzy dzielą się jazdą, i wydatkami. 
Car-sharing – system wspólnego użytkowania samochodów. Samochody udostępniane są za opłatą użytkownikom przez operatorów floty pojazdów, którymi są różne przedsiębiorstwa, agencje publiczne, spółdzielnie, stowarzyszenia lub grupy osób fizycznych. 
Współdzielone hulajnogi elektryczne – system wypożyczalni hulajnóg elektrycznych; Dostępny w Polsce od jesieni 2018 roku; W 2022 roku dostępny w 89 miastach Polski.

### Rozwiązania koncepcyjne
Personal Rapid Transit – koncepcja energooszczędnego, zindywidualizowanego transportu miejskiego lub podmiejskiego. Powstała w oparciu o niewielkie elektryczne 2-3 osobowe pojazdy (sterowane komputerowo), dostępne na żądanie po wprowadzeniu adresu miejsca docelowego.
ULTra (Urban Light Transit, miejski lekki transport) to jeden z działających rozwiązań indywidualnego transportu miejskiego. Działające rozwiązanie na lotnisku Heathrow zastąpiło istniejące połączenie autobusowe między terminalem 5 a parkingiem samochodowym.
eVTOL (z ang. electric Vertical Take-off and Landing) elektryczny pojazd wnoszący się i lądujący pionowo; to odmiana samolotu VTOL (pionowego startu i lądowania), który wykorzystuje energię elektryczną do zawisu, startu i lądowania w pionie.

## Zobacz także
- Dzień bez samochodu
- Dzień dojazdu rowerem do pracy